# Alexandre Pushkin
Aleksandr Serguêievitch Púchkin (em russo: Алекса́ндр Серге́евич Пу́шкин; Moscou, 26 de maiojul./ 6 de junho de 1799greg. — São Petersburgo, 29 de janeirojul./ 10 de fevereiro de 1837greg.) foi um poeta, escritor e dramaturgo russo da Era Romântica.
É considerado o maior poeta russo e o fundador da moderna literatura russa. Nascido na nobreza russa, seu pai, Serguei Lvovitch Púchkin, pertencia a uma antiga e nobre família. Seu bisavô materno era o general de brigada Abram Petrovitch Gannibal, nobre de origem africana sequestrado em sua terra natal e criado na corte da imperatriz como seu afilhado. Púchkin foi pioneiro no uso do discurso vernacular em seus poemas e peças teatrais, criando um estilo de narrativa que misturava drama, romance e sátira associada com a literatura russa, influenciando fortemente desde então os escritores russos seguintes. Ele também escreveu ficção histórica. Sua Marie: Uma História de Amor Russa fornece uma visão da Rússia durante o reinado da imperatriz Catarina II.
Entre as suas obras mais conhecidas encontram-se O prisioneiro do Cáucaso, A filha do capitão, 'Eugene Onegin, A história da revolta de Purgatief, O Cavaleiro de Bronze e Dama de Espadas, que inspirou a ópera homônima de Tchaikovski. Escreveu poemas, novelas e peças teatrais.

## Biografia
O pai de Púchkin, Serguei Lvovitch Púchkin (1767-1848), descendia de uma ilustre família da nobreza russa cuja linhagem conhecida remonta ao século XII. Sua mãe, Nadezhda (Nadja) Ossipovna Hannibal (1775-1836) descendia por parte de sua avó paterna das nobrezas alemã e escandinava. Era filha de Ossip Abramovich Gannibal (1744-1807) e sua esposa Maria Aleksejevna Pushkina (1745-1818). O pai de Ossip Abramovich Gannibal, ou seja, o bisavô de Púchkin, foi Abram Petrovitch Gannibal (1696-1781), um escudeiro promovido por Pedro I, que havia nascido em uma vila chamada Lagon, atual Eritreia. Após a educação na França como um engenheiro militar, Abram Gannibal tornou-se governador de Reval e, posteriormente, general-chefe para a construção de fortes marítimos e canais na Rússia.
Aleksandr Serguêievitch Púchkin publicou seu primeiro poema com quinze anos de idade e foi largamente reconhecido nos meios literários antes mesmo de sua graduação no Imperial Lyceum, localizado no Tsarskoye Selo, a vila real de então. Considerado o maior dos poetas russos e o fundador da literatura russa moderna, foi pioneiro no uso da língua coloquial em seus poemas e peças, criando um estilo narrativo — mistura de drama, romance e sátira — como poeta, fazia uso de expressões e lendas populares, marcando os seus versos com a riqueza e diversidade do idioma russo. Influenciou autores como Gogol, Liermontov e Turgeniev formando com os mesmos a famosa plêiade russa de autores. A Gogol, pela amizade e projeto mútuo de desenvolvimento de uma literatura autenticamente russa, Púchkin lega algumas ideias como a da peça teatral O inspetor geral. Gogol pediu uma comédia ao amigo, e Púchkin passou horas detalhando uma história como a "fábula fiscal" do Inspetor Geral. Quando Gogol pediu um drama denso, Púchkin detalhou a ele um golpe de alguns senhores feudais russos que visava a obter recursos do Governo, para "investimentos", apresentando documentos de escravos já falecidos como se ainda vivos fossem. Tal ideia foi desenvolvida na grande obra de Gogol Almas Mortas, inacabada.
Devido às suas ideias progressistas, tendo sido amigo de alguns dezembristas, responsáveis por uma tentativa de golpe contra o czar Alexandre I, foi desterrado, vagando, entre 1820 e 1824, pelo sul do Império Russo. Sob severa vigilância dos censores estatais e impedido tanto de viajar quanto de publicar, ele escreve sua mais famosa peça, Boris Godunov, com evidente influência de William Shakespeare. A peça só pode ser publicada anos depois. Escreveu o romance em verso, Eugene Onegin, um retrato panorâmico da vida russa, no qual introduziu elementos que   levaram a designar o seu estilo como "romantismo realista" russo do século XIX. O romance foi publicado em folhetins, de 1825 a 1832, e foi a base da ópera homônima de Tchaikovsky.
No decurso deste período, Púchkin compôs diversos poemas de influência byroniana, dentre os quais se destacam O prisioneiro do Cáucaso, A fonte de Baktchisarai e Os ciganos.
Em 1826, o escritor recebeu o perdão do czar, regressando a Moscovo. Dois anos depois, escreveu Poltav, uma epopeia que narra a história de amor do cossaco Mazeppa. Cultivando cada vez mais a prosa, alcançou grande sucesso com obras como Contos de Belkin, A Dama de Espadas e A Filha do Capitão.

## Morte
Púchkin e sua esposa, Natalya Goncharova, com quem se casou em 1831, tornar-se-iam regulares frequentadores da corte. Em 1837, diante dos boatos, cada vez mais insistentes, de que sua esposa começara um escandaloso caso extraconjugal, Púchkin desafiou o dito amante, Georges d'Anthès, para um duelo. Mortalmente ferido pelo oponente, Púchkin faleceria dois dias depois. Encontra-se sepultado no Svyatogorsk monastery Cemetery, Pushkinskiye Gory, Pskovskaya Oblast' na Rússia.
Por causa de seus ideais políticos liberais e sua influência sobre gerações de rebeldes russos, Púchkin foi retratado pelos bolcheviques como opositor da literatura e da cultura burguesas e um antecessor da literatura e da poesia soviéticas.

## Obras

### Poemas narrativos
- 1820 – Ruslan i Ludmila (Руслан и Людмила); Tradução para o inglês: Ruslan and Ludmila
- 1820–21 – Kavkazskiy plennik (Кавказский пленник); Tradução: O prisioneiro do Cáucaso
- 1821 – Gavriiliada (Гавриилиада); Tradução para o inglês: The Gabrieliad
- 1821–22 – Bratia razboyniki (Братья разбойники); Tradução para o inglês: The Robber Brothers
- 1823 – Bakhchisarayskiy fontan (Бахчисарайский фонтан); Tradução: A fonte de Baktchisarai
- 1824 – Tsygany (Цыганы); Tradução: Os ciganos
- 1825 – Graf Nulin (Граф Нулин); Tradução para o inglês: Count Nulin
- 1829 – Poltava (Полтава)
- 1830 – Domik v Kolomne (Домик в Коломне); Tradução para o inglês: The Little House in Kolomna
- 1833 – Andzhelo (Анджело); Tradução para o inglês: Angelo
- 1833 – Medny vsadnik (Медный всадник); Tradução para o inglês: The Bronze Horseman
- 1825–1832 (1833) – Evgeniy Onegin (Евгений Онегин); Tradução: Eugene Onegin

### Drama
- 1825 – Boris Godunov (Борис Годунов); English translation by Alfred Hayes: Boris Godunov
- 1830 – Malenkie tragedii (Маленькие трагедии); Tradução para o inglês: Little Tragedies
  - Kamenny gost (Каменный гость); Tradução para o inglês: The Stone Guest
  - Motsart i Salieri (Моцарт и Сальери); Tradução para o inglês: Mozart and Salieri
  - Skupoy rytsar (Скупой рыцарь); English translations: The Miserly Knight, or The Covetous Knight
  - Pir vo vremya chumy (Пир во время чумы); Tradução para o inglês: A Feast in Time of Plague

### Contos de fadas em versos
- 1822 – Царь Никита и сорок его дочерей; Tradução para o inglês: Tsar Nikita and His Forty Daughters
- 1825 – Жених; Tradução para o inglês: The Bridegroom
- 1830 – Сказка о попе и о работнике его Балде; Tradução para o inglês: The Tale of the Priest and of His Workman Balda
- 1830 – Сказка о медведихе; Tradução para o inglês: The Tale of the Female Bear, or The Tale of the Bear. Conto inacabado
- 1831 – Сказка о царе Салтане; Tradução para o inglês: The Tale of Tsar Saltan
- 1833 – Сказка о рыбаке и рыбке; Tradução para o inglês: The Tale of the Fisherman and the Fish
- 1833 – Сказка о мертвой царевне; Tradução para o inglês: The Tale of the Dead Princess
- 1834 – Сказка о золотом петушке; Tradução para o inglês: The Tale of the Golden Cockerel

### Poemas curtos
- 1817 – "Ode to Liberty"
- 1829 – "I Loved You"
- 1831 – "To the Slanderers of Russia"

### Romances
- 1828 – Arap Petra Velikogo (Арап Петра Великого); Tradução para o inglês: The Moor of Peter the Great, romance inacabado
- 1829 – Roman v pis'makh (Роман в письмах); Tradução para o inglês: A Novel in Letters, romance inacabado
- 1836 – Kapitanskaya dochka (Капитанская дочка); Tradução para o português: A filha do capitão, romance
- 1836 – Roslavlyov (Рославлев); Tradução para o inglês: Roslavlev, romance inacabado
- 1841 – Dubrovsky (Дубровский); romance inacabado[15]

### Contos
- 1831 – Povesti pokoynogo Ivana Petrovicha Belkina (Повести покойного Ивана Петровича Белкина); Tradução para o inglês: The Tales of the Late Ivan Petrovich Belkin
  - Vystrel (Выстрел); Tradução para o inglês: The Shot, conto
  - Metel (Метель); Tradução para o inglês: The Blizzard, conto
  - Grobovschik (Гробовщик); Tradução para o inglês: The Undertaker, conto
  - Stantsionny smotritel (Станционный смотритель); Tradução para o inglês: The Stationmaster, conto
  - Baryshnya-krestianka (Барышня-крестьянка); Tradução para o inglês: The Squire's Daughter, conto
- 1834 – Pikovaya dama (Пиковая дама); Tradução para o português: Dama de espada,  conto
- 1834 – Kirjali (Кирджали); Tradução para o inglês: Kirdzhali, conto
- 1837 – Istoria sela Goryuhina (История села Горюхина); Tradução para o português: A história da aldeia de Goriúkhino, conto inacabado
- 1837 – Egypetskie nochi (Египетские ночи); Tradução para o português: Noites egípcias

### Não-ficção
- 1834 – Istoria Pugachyova (История Пугачева); Tradução: A história da revolta de Purgatief
- 1836 – Puteshestvie v Arzrum (Путешествие в Арзрум); Tradução para o inglês: A Journey to Arzrum, esboços de viagem

### Edições Portuguesas
- Aleksandr Púchkin (2003). Contos. Traduzido por Nina Guerra e Filipe Guerra. Lisboa: Relógio d'Água. 183 páginas. Inclui os seguintes contos:
  - Noites egípcias
  - A história da aldeia de Goriúkhino
  - Dama de espada
  - Dubróvski